# Interstate 69
Interstate 69 (afgekort I-69) is een Interstate highway in de Verenigde Staten. De snelweg loopt van Indianapolis (Indiana) naar Port Huron (Michigan).

## Traject

### Interstate 69 inMississippi
In het uiterste noordwesten van Mississippi, net ten zuiden van Memphis is 22 kilometer I-69 in gebruik tussen Banks en de Interstate 55 bij Hernando.

### Interstate 69 inIndiana
In Indiana begint de I-69 aan de ringweg van Indianapolis, de Interstate 465. Vanuit hier loopt de I-69 naar het noordoosten, via Anderson en Muncie, en verder naar het noorden langs de grotere stad Fort Wayne. Bij Angola kruist men de Interstate 80 en Interstate 90, die daar dubbelgenummerd zijn. Direct hierna volgt de grens met Michigan. De route in Indiana is 253 kilometer lang.

### Interstate 69 inMichigan
Men passeert met een boog door het zuiden en oosten van Michigan. Bij Marshall kruist men de Interstate 94 en in Lansing, de hoofdstad van Michigan, kruist men de Interstate 96. Vanaf hier volgt de I-69 een oostelijke route, en bij Flint kruist men de Interstate 75. Bij Port Huron kruist men nogmaals de Interstate 94, om hierna te eindigen op de grens met Canada. De route in Michigan is 323 kilometer lang. 

## Lengte
| Staat       | km  | mijl |  |
|             |     |      |  |
| Indiana     | 253 | 157  |  |
| Michigan    | 324 | 201  |  |
| Mississippi | 34  | 21   |  |
|             |     |      |  |
| Totaal      | 611 | 379  |  |

2 · 4 · 5 · 8 · 10 · 12 · 15 · 16 · 17 · 19 · 20 · 22 · 24 · 25 · 26 · 27 · 29 · 30 · 35 · 37 · 39 · 40 · 43 · 44 · 45 · 49 · 55 · 57 · 59 · 64 · 65 · 66 · 68 · 69 · 70 · 71 · 72 · 73 · 74 · 75 · 76 (west) · 76 (oost) · 77 · 78 · 79 · 80 · 81 · 82 · 83 · 84 (west) · 84 (oost) · 85 · 86 (west) · 86 (oost) · 87 · 88 (west) · 88 (oost) · 89 · 90 · 91 · 93 · 94 · 95 · 96 · 97 · 99 · 165 · 238 · 265 · 277 · 278 · 287 · 355 · 390 · 465 · 485 · 565 · 684 · 787 · 790 · 865

Hawaii:
H-1 · H-2 · H-3  
Alaska:
A-1 · A-2 · A-3 · A-4  
Puerto Rico:
PR-1 · PR-2 · PR-3